# The Best of Supercharge
The Best of Supercharge is een verzamelalbum van de Britse band Supercharge. Virgin Records bracht het in 1993 uit. Het album bevat songs van de albums Local Lads Make Good (1976), Horizontal Refreshment (1977) en Body Rhythm (1979). Het beslaat de periode van de band toen deze onder contract stond bij Virgin Records.

## Tracks
1. Get Down Boogie - (Lange) - 3:16
2. You've Gotta Get Up and Dance - (Lange) - 2:56
3. Play Some Fire - (Donnely, Irving, Karski) - 3:33
4. After the Show - (Donnely, Karski, Robertson) - 4:30
5. Limbo Love - (Karski, Robertson) - 4:11
6. Bad Time - (Karski) - 2:55
7. Mess You Made - (Karski, Robertson) - 4:28
8. We Both Believe in Love - (Lange) - 3:32
9. I Think I'm Gonna Fall (In Love) - (Lange) - 8:48
10. Four to the Floor - (Lange) - 3:24
11. Taxi - (Lange) - 3:57
12. Show Me How Real Your Love Is - (Lange) - 3:37
13. Lonely and in Love - (Lange) - 3:33
14. I Believe in You - (Bradshaw, Robertson) - 4:13
15. Gimme Your Love - (Lange) - 3:42
16. She Moved the Dishes First (Donnely, Robertson) - 7:15